# Pas fronterer de Helmstedt–Marienborn
El pas fronterer de Helmstedt–Marienborn (alemany: Grenzübergang Helmstedt-Marienborn), anomenat Grenzübergangsstelle Marienborn (GÜSt) (pas fronterer de Marienborn) per la República Democràtica Alemanya (RDA), va ser el pas fronterer més gran i important de la frontera interalemana durant la divisió d'Alemanya. Per la seva ubicació geogràfica, cosa que permet la ruta terrestre més curta entre Alemanya de l'Oest i Berlín de l'Oest, la major part del trànsit des de i cap a Berlín Occidental utilitzava la cruïlla Helmstedt-Marienborn. La majoria de les rutes de viatge d'Alemanya Occidental a Alemanya de l'Est i Polònia també utilitzaven aquest encreuament. El pas fronterer va existir entre 1945 i 1990 i prop del poble d'Alemanya de l'Est de Marienborn a la vora de Lappwald. L'encreuament va interrompre el Bundesautobahn 2 entre les unions Helmstedt-Ost i Ostingersleben.

## Pel·lícules
- Halt! Hier Grenze - Auf den Spuren der innerdeutschen Grenze, Documental, Alemanya 2005